# Göbel (Name)
Göbel oder Goebel ist ein Familienname und ein männlicher Vorname.

## Familienname

### A
- Adolf Göbel (1840–1895), Württembergischer Oberamtmann
- Alexander Goebel (* 1953), deutscher Schauspieler
- Alexander Göbel (* 1974), deutscher Hörfunkjournalist
- Alfred Göbel (* 1963), deutscher Jurist und Richter am Bundesgerichtshof
- Amely Goebel (1903–1982), deutsche Politikerin, Wirtschaftswissenschaftlerin und Sozialarbeiterin
- Andreas Göbel (* 1961), deutscher Soziologe und Hochschullehrer
- Angilbert Göbel (1821–1882), deutscher Maler
- Anjali Göbel (* 1958), deutsche Künstlerin
- Anton Goebel (1824–1898), deutscher Klassischer Philologe
- Arthur Goebel (1853–1939), Generalarzt, Direktor der Charité
- Arthur Goebel (Philologe) (1887–?), Gymnasiallehrer in Lahr, Träger des Bundesverdienstkreuzes 1. Klasse
- Arthur C. Goebel (1895–1973), US-amerikanischer Luftfahrtpionier
- August Goebel (Unternehmer) (1839–1905), deutscher Unternehmensgründer
- August Theodor Goebel (1829–1916), deutscher Drucker und Publizist
- August Wilhelm Goebel (1883–1971), deutscher Bildhauer

### B
- Barbara Göbel (* 1943), deutsche Schwimmerin
- Barbara Göbel (Lateinamerikanistin) (* 1962), deutsche Lateinamerikanistin
- Benedikt Goebel (* 1968), deutscher Stadtforscher
- Bernd Göbel (Bildhauer) (* 1942), deutscher Bildhauer
- Bernd Göbel (Fußballspieler) (* 1952), deutscher Fußballspieler
- Bernd Goebel (* 1967), deutscher Philosoph, Historiker und Theologe
- Bernhard Göbel (* 1947), deutscher Unternehmer
- Bert Goebel (* 1963), deutscher Schwimmer
- Beverly Goebel (* 1988), US-amerikanische Fußballspielerin, siehe Beverly Yanez
- Birgit Seelbach-Göbel (* 1954), deutsche Gynäkologin und Geburtshelferin
- Brigitte Goebel (* 1948), deutsche Schauspielerin, Hörspielsprecherin und Autorin
- Bruno Goebel (1860–1944), deutscher Orgelbauer in Königsberg

### C
- Carl Goebel (Maler, 1824) (1824–1899), österreichischer Maler
- Carl Göbel (Architekt) (1857–1940), deutscher Architekt und Baumeister
- Carl Goebel (Maler, 1866) (1866–1937), deutscher Maler
- Carl Goebel (Mediziner) (1867–1946), deutscher Tropenchirurg und Hochschullehrer
- Carl Christoph Göbel (1794–1851), deutsch-baltischer Chemiker
- Carl Peter Goebel (1794–1823), deutscher Maler
- Carolin Sophie Göbel (* 1989), deutsche Schauspielerin und Synchronsprecherin
- Caspar Goebel (um 1535–nach 1605), deutscher Unternehmer und Münzmeister in Danzig und Marienburg
- Christian Göbel (Philosoph) (* 1973), deutscher Philosoph
- Christian Göbel (Sinologe) (* 1973), deutscher Politikwissenschaftler und Sinologe
- Christian Göbel (Literaturwissenschaftler) (* 1978), deutscher Literaturwissenschaftler
- Christian Maria Goebel (* 1959), deutscher Schauspieler
- Christoph Göbel (Politiker) (* 1974), deutscher Jurist und Politiker (CSU)
- Christoph Göbel (Komponist) (* 1976), deutscher Komponist und Hochschullehrer
- Christoph Göbel (Fußballspieler) (* 1989), deutscher Fußballspieler

### D
- Dan M. Goebel, US-amerikanischer Raumfahrtforscher, Träger der Stuhlinger-Medaille
- Dieter Göbel (* 1928), deutscher Journalist

### E
- Eckart Goebel (* 1966), deutscher Literaturwissenschaftler
- Eduard Goebel (1831–1904), deutscher Klassischer Philologe und Politiker
- Eduard Göbel (1867–1945), deutscher Schauspieler und Opernsänger (Tenor)
- Elisabeth Goebel (1920–2005), deutsche Schauspielerin
- Erich Goebel (1867–nach 1929), deutscher Architekt
- Ernst O. Göbel (* 1946), deutscher Physiker
- Erwin Göbel (* 1959), deutscher Fußballfunktionär
- Eugen Göbel (1875–1937), deutscher Architekt

### F
- Florian Goebel (1972–2008), deutscher Physiker
- Frank Peter Goebel (1939–2016), deutscher Rechtswissenschaftler
- Frans Göbel (* 1959), niederländischer Ruderer
- Franz Goebel (1881–1973), Kapuziner, Spiritual und Theologe
- Franz Florian Goebel (1802–1873), deutscher Politiker, Mitglied der Frankfurter Nationalversammlung
- Franz Jakob Göbel (1791–1858), deutscher Mathematiker, Professor und Rektor magnificus an der Universität Leuven
- Fred Goebel (1891–1964), deutscher Schauspieler
- Friedemann Adolph Goebel (1826–1895), deutscher Geologe
- Friedrich Goebel (Fotograf) (1843–1934), deutscher Fotograf
- Friedrich Goebel (Maler) (um 1876–??), österreichischer Maler
- Friedrich Wilhelm Goebel (1812–1902), deutscher Gerichtssekretär und Heimatkundler
- Fritz Goebel (Bibliothekar) (1869–1927), deutscher Bibliothekar
- Fritz Goebel (Mediziner) (1888–1950), deutscher Kinderarzt
- Fritz Göbel (Fußballspieler) (* 1950), deutscher Fußballspieler

### G
- Gabi Göbel (* vor 1976), deutsche Fußballspielerin
- Gabriele M. Göbel (* 1945), deutsche Schriftstellerin
- Georg Goebel (1909–1987), deutscher Chorleiter und Komponist
- Gerd Goebel (* 1950), deutscher Journalist und Politiker
- Gerhard Goebel (Theologe) (1839–1907), deutscher evangelischer Theologe
- Gerhard Goebel (Romanist) (1932–2009), deutscher Romanist
- Gerhard Goebel (Bischof) (1933–2006), deutscher Geistlicher, Bischof in Tromsø
- Gerhard Goebel (Mediziner) (* 1946), deutscher Mediziner
- Günter Goebel (1917–1993), deutscher Offizier, Oberstleutnant
- Gwendolyn Göbel (* 2006), deutsche Filmschauspielerin und Kinderdarstellerin

### H
- Hans Goebel (Orgelbauer) (1897–1965), deutscher Orgelbauer in Litauen und Baskenland
- Hans Hilmar Goebel (* 1937), deutscher Neuropathologe
- Hansjörg Schulze-Göbel (* 1936), deutscher Geograf
- Hartmut Göbel (* 1957), deutscher Neurologe und Schmerztherapeut
- Heike Göbel (* 1959), deutsche Wirtschaftsjournalistin
- Heini Göbel (1910–2009), deutscher Schauspieler
- Heinrich Göbel (1818–1893), deutsch-amerikanischer Feinmechaniker und Erfinder
- Heinrich Göbel (Politiker) (1787–1847), deutscher Bürgermeister und waldeckischer Landstand
- Heinrich Göbel (Architekt) (1879–1951), deutscher Architekt
- Heinrich Göbel (1910–2009), deutscher Schauspieler, siehe Heini Göbel
- Heinz Göbel (1947–2013), österreichischer Maler und Grafiker
- Helmut Goebel (Tischtennisspieler) (Helmut Göbel; 1919–nach 1938), österreichischer Tischtennis-Nationalspieler
- Helmut Goebel (1925–2023), deutscher Denkmalpfleger
- Herman P. Goebel (1853–1930), US-amerikanischer Politiker
- Hermann Goebel (Ornithologe) (1844–1910), deutschbaltischer Ornithologe
- Hermann Goebel (Politiker) (1873–1927), deutscher Jurist und Politiker (Zentrum)
- Hermann Goebel (Maler) (1885–1945), deutscher Maler
- Hermann Goebel (Schauspieler), deutscher Schauspieler und Aufnahmeleiter
- Horst Göbel (1924–2002), deutscher Pianist und Schallplattenproduzent

### I
- Ira Anika Göbel (* 1977), deutsche Musikerin, siehe Ira Atari

### J
- Jakob Göbel (1887–1979), deutscher Politiker (SPD), MdL Hessen
- Jakob Goebel (1899–1937), deutscher Politiker (KPD), MdL Preußen
- Jens Goebel (* 1952), deutscher Politiker (DSU, CDU)
- Jessica Göbel (* 1981), deutsche Tischtennisspielerin
- Joachim Göbel (* 1958), deutscher Geistlicher
- Joey Goebel (* 1980), US-amerikanischer Autor
- Johann Göbel (Mediziner) (um 1527/28–1586), deutscher Arzt
- Johann Samuel Göbel (1762–1798), deutscher Bibliothekar und Historiker
- Johann Wilhelm von Göbel (auch Johann Wilhelm von Goebel, 1683–1745), deutscher Jurist und Hochschullehrer
- Johannes Goebel (1891–1952), deutscher Chemiker
- Johannes Goebel (Musikwissenschaftler) (* 1949), deutscher Musikwissenschaftler
- Joseph Goebel (1893–1969), deutscher Orgelbauer
- Julius Goebel (Germanist) (1857–1931), deutscher Germanist
- Julius Goebel (Fotograf) (1863–1947), deutscher Fotograf
- Julius Goebel (Politiker) (1890–1946), deutscher Unternehmer, Kommunalpolitiker
- Just Göbel (1891–1984), niederländischer Fußballspieler

### K
- Katharina Leonore Goebel (* 1989), deutsche Schauspielerin
- Karl von Goebel (1855–1932), deutscher Botaniker
- Karl Goebel (Gärtner) (1882–nach 1924), deutscher Gärtner und Garteninspektor
- Karl Göbel (Generalmajor) (1900–1945), deutscher Generalmajor
- Karl Göbel (Radsportler) (1903–nach 1952), deutscher Radrennfahrer
- Karl Göbel (Ingenieur) (1908–nach 1971), deutscher Ingenieur und Fabrikant
- Karl Göbel (Politiker) (1936–2017), deutscher Politiker (CDU)
- Kazimierz Goebel (1940–2022), polnischer Mathematiker und Hochschullehrer
- Klaus Goebel (* 1934), deutscher Historiker
- Klaus Göbel (1942–2021), deutscher Jazzmusiker
- Konstanze Göbel (* 1950), deutsche Fotografin
- Kurt Goebel (1892–1983), deutscher Jurist und Landrat
- Kurt Göbel (1900–1983), hessischer Politiker (DDP/LDP/FDP), MdL Hessen

### L
- Lena Göbel (* 1983), österreichische Malerin und Holzschneiderin
- Lis Goebel (1884–1970), deutsche Malerin
- Lorenz Goebel (1853–1936), deutscher Konditor und Fabrikant
- Louis Goebel (1896–1981), US-amerikanischer Tiertrainer und Unternehmer
- Lutz Goebel (* 1955), deutscher Unternehmer

### M
- Marianne Köhnlein-Göbel, deutsche Sängerin (Sopran) und Gesangspädagogin
- Markus Göbel (* 1965), deutscher Wirtschaftswissenschaftler
- Martin Goebel (* 1953), deutscher Fußballspieler
- Matthias Goebel (* 1978), deutscher Jazzmusiker
- Max Goebel (1811–1857), deutscher evangelischer Theologe
- Michael Göbel (* 1973), deutscher Zeichner und Künstler
- Michael Goebel (* 1976), deutscher Historiker
- Michelle Göbel (* 2004), deutsche Skispringerin
- Mike Göbel (* 1971), deutscher Fußballspieler
- Moritz Goebel (1900–1975), deutscher Kaufmann, Mitglied des Landtages des Volksstaates Hessen

### N
- Nana Göbel (* 1955), deutsche Anthroposophin, Aktivistin für die weltweite Waldorfschulbewegung

### O
- Oskar Goebel (1858–1906), deutscher Landschaftsmaler und Restaurator
- Otto Goebel (Maler) (1865–1903), deutscher Maler
- Otto Goebel (1872–1955), deutscher Volkswirt

### P
- Parris Goebel (* 1991), neuseeländische Choreografin und Tänzerin
- Patricia Göbel (* 1969), Geologin
- Patrick Göbel (* 1993), deutscher Fußballspieler
- Paul Göbel (1870–1921), deutscher Politiker, Oberbürgermeister von Heilbronn
- Peter Göbel (Eiskunstläufer) (* 1941), deutscher Eiskunstläufer
- Peter Goebel (General) (1948–2022), deutscher General
- Peter Göbel (Motorsportler) (* 1969), deutscher Rallyebeifahrer

### R
- Rainer Goebel (* 1964), deutscher Psychologe
- Ralf Göbel (* 1961), deutscher Politiker (CDU)
- Reinhard Goebel (* 1952), deutscher Violinist und Dirigent
- Rolf Goebel (Rolf J. Goebel; * 1953), deutscher Germanist, Literaturwissenschaftler und Hochschullehrer in den USA
- Rüdiger Göbel (1940–2014), deutscher Mathematiker
- Rudolf Goebel (1872–1952), österreichischer Architekt
- Rudolf Karl Goebel (1869–1941), deutscher Jurist und Oberkonsistorialrat

### S
- Sebastian Göbel (1628–1685), deutscher Theologe
- Severin Göbel der Ältere (auch Gebel; 1530–1612), deutscher Mediziner
- Severin Göbel der Jüngere (1569–1627), deutscher Mediziner
- Siegfried Goebel (1844–1928), deutscher Theologe
- Sven Goebel (* 1988), deutscher Bierdeckelstapler
- Sylvia Goebel (* 1952), deutsche Malerin

### T
- Thomas Göbel (Anthroposoph) (1928–2006), deutscher Forstwissenschaftler und Anthroposoph
- Thomas Göbel, deutscher Diplomat
- Tim Goebel (* 1982), deutscher Leichtathlet
- Timothy Goebel (* 1980), US-amerikanischer Eiskunstläufer
- Tobias Goebel (* 1990), deutscher American-Football-Spieler
- Tristan Göbel (* 2002), deutscher Kinderdarsteller

### V
- Valentin Göbel (1867–1933), deutscher Veterinärmediziner
- Viktor Goebel (1869/1870–1924), deutscher Gartenarchitekt
- Volker Göbel (* 1955), deutscher Fußballspieler

### W
- Walter Goebel, Geburtsname von Fred Goebel (1891–1964), deutscher Schauspieler
- Walter Göbel (* 1952), deutscher Anglist, Amerikanist und Hochschullehrer
- Walther F. Goebel (1899–1993), US-amerikanischer Chemiker und Immunologe
- Werner Göbel (1924–1955), deutscher Fußballspieler
- Werner Goebel (* 1939), deutscher Mikrobiologe
- Wilhelm Goebel (1859–1942), deutscher Pietist, Blaukreuz-Direktor, Publizist und NS-Befürworter
- William Goebel (1856–1900), US-amerikanischer Politiker
- Wolfgang Göbel (Chemiehistoriker) (1928–2021), deutscher Chemiehistoriker
- Wolfgang Göbel (Theologe) (1940–2016), deutscher Theologe
- Wolfgang Göbel (Fußballspieler) (* 1953), deutscher Fußballspieler
- Wolfram Göbel (* 1944), deutscher Verleger

## Vorname
- Goebel Reeves (1899–1959), US-amerikanischer Country- und Folksänger
- Göbel Schickenberges, deutscher Ordensgeistlicher und Chronist